# کاتسوجی تسونودا
کاتسوجی تسونودا (انگلیسی: Katsuji Tsunoda; ۲۸ سپتامبر ۱۹۴۳ – ۱۴ فوریهٔ ۲۰۱۱) بازیکن بسکتبال اهل ژاپن بود.